# The Third Wave
The Third Wave var ett socialpsykologiskt experiment med syfte att demonstrera hur en fascistisk rörelse kan uppstå. Experimentet utfördes under en vecka i april 1967 på Cubberley High School i Palo Alto i Kalifornien av historieläraren Ron Jones sedan han inte kunnat förklara hur nazirörelsen kunde uppstå i 1930-talets Tyskland. Experimentet ligger till grund för TV-specialen The Wave (1981), boken The Wave (1981) samt den tyska filmen Die Welle (2008).

## Experimentets förlopp
På experimentets första dag började Jones disciplinera eleverna. De fick endast tilltala honom med "Mr. Jones", de fick lära sig korrekt hållning, att räcka upp handen och resa sig upp vid frågor, att hålla sig till tre ord eller färre och att effektivt och under tystnad ta sig in i klassrummet. Han hade skapat disciplin och effektivitet och givit sig själv auktoritet. "Mr. Jones" kunde här med auktoritet intala eleverna att demokrati främjade individualism, något som var en nackdel då gruppen var mycket starkare. Demokratin skulle därför motarbetas. Han skapade mottot  "Strength through discipline, strength through community, strength through action, strength through pride". 
Den tidigare namnlösa gruppen fick under dag två namnet "The Third Wave". En hälsning, förvillande lik Hitlerhälsningen, introducerades. Gruppmedlemmarna blev ombedda att hälsa på varandra med denna hälsning, även utanför klassrummet. Eleverna följde blint. 
Den tredje dagen hade antalet elever i klassen vuxit från 30 till 43 personer. Man blev tilldelad ett medlemskort och var och en fick specifika uppgifter, vilket var allt ifrån att designa the Third Wave-logotypen till att hålla icke-medlemmar ute från klassrummet. Efter dagens slut hade rörelsen mer än 200 medlemmar. Jones förvånades själv över detta och inte minst att elever kom fram till honom och skvallrade på andra gruppmedlemmar som inte följt reglerna.
På experimentets fjärde dag, "strength through action"-dagen, bestämde Ron Jones sig för att avbryta experimentet. Entusiasmen för Third Wave hade antagit alltför stora proportioner och Jones kunde inte längre kontrollera det. Han lockade eleverna till en samlingslokal där han senare berättade för dem att de hade alla deltagit i ett experiment om fascism och att de hade skapat samma känsla av överlägsenhet som hade skapats i Nazityskland över 30 år tidigare.